# デンマーク国鉄IC3型気動車
デンマーク国鉄IC3型気動車（デンマークこくてつIC3がたきどうしゃ）はデンマーク国鉄(DSB)の中長距離路線で使用されるディーゼル動車である。車両はアセア・ブラウン・ボベリ・スカンディヤ社（ABB Scandia 後にアドトランツによって吸収。アドトランツ自身もボンバルディア・トランスポーテーションに吸収。さらにボンバルディア・トランスポーテーション自身もアルストムに吸収される）で生産される。欧州では1989年から運行される。
IC-3とは、3番目のインターシティと言う意味と同時に、基本編成が3両の車両で構成されると言う意味もある。

## 概要
アルミニウム合金製車体を持ち、3車体は連接台車で接続され、これを1ユニットとしている。動力として1台あたり298kw(400馬力)のエンジンを前後の両端の車両に2基ずつ、編成で4基搭載している。中間の車両には動力は無い。
デンマークにおける都市間輸送は比較的短距離の区間であることを考慮し、最高速度よりも加速性を重視した設計となっている。そのため、最高速度は180km/hと近隣国の同世代の車両と比べ控えめながら、動力伝達効率に優れた電子制御式の機械式変速機を採用し、空車重量97tながらスムーズな加速が可能である。変速は自動で行われる為、通常、運転士は直接操作する事は出来ない。エンジンは自然吸気式で逆転機が変速機に搭載されている。
運行時は2～3編成を連結する事により運行される。この時、前面窓と運転席は収納され、広い通路が確保され、特徴的な大きなゴム製の連結幌により貫通路が構成される。後述のIC3の電車版であるIR4やIC2、ET-FT-ETとも連結して走る事が出来る。5編成まで互いに連結できる。
デンマーク国鉄では96編成のIC3と44編成のIR4を運行している。都市間輸送に後継機種のIC4が置き換わった時に地域輸送用として運行する為にエンジンや変速機の改修が進められている。
アセア・ブラウン・ボベリ・スカンディヤおよびアドトランツ社で生産されたIC3とIC3を基本とする列車の総数は202台である。

## 歴史

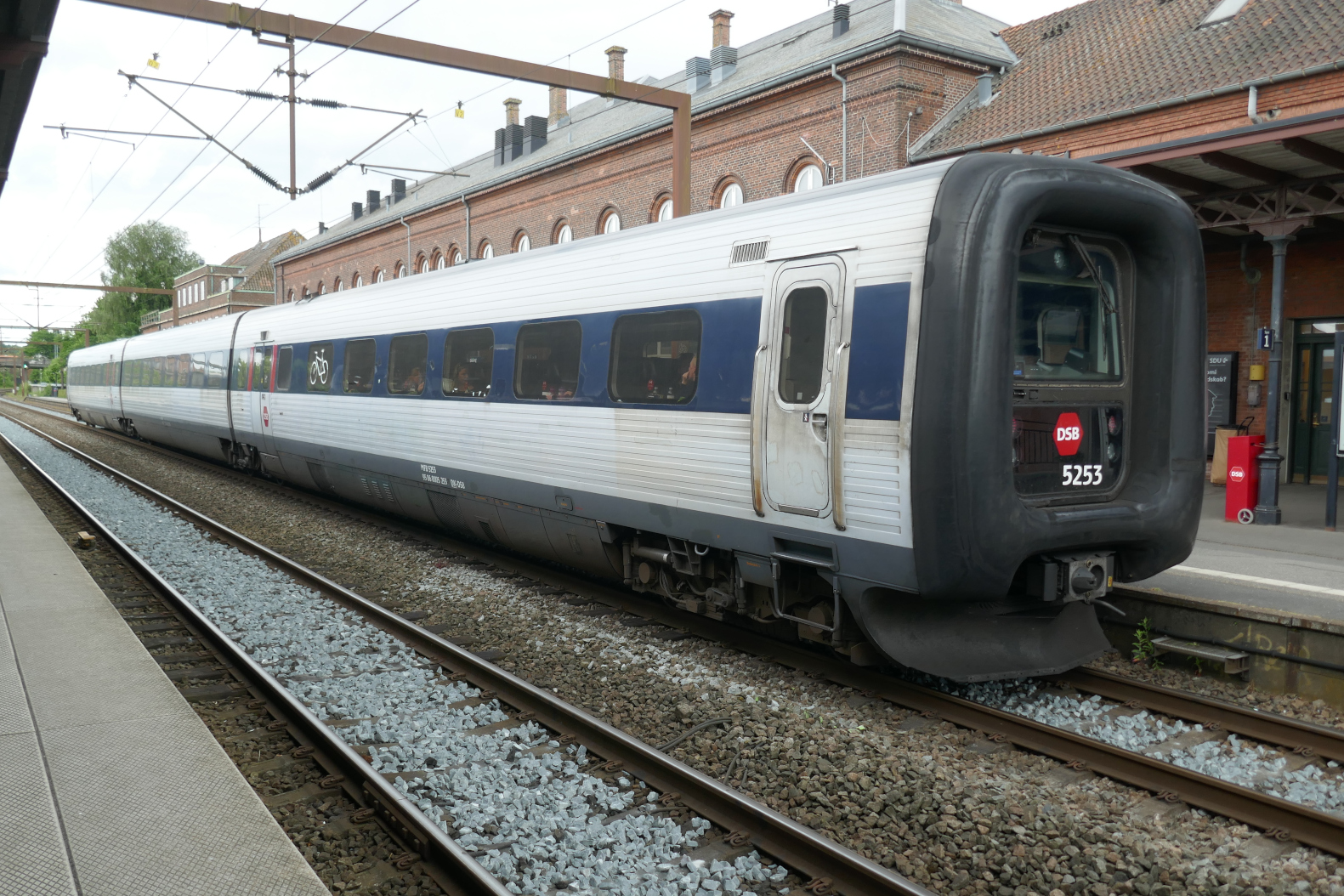
IC3型気動車(2025)

1974年、DSBは130周年にあたって、"K74"と称するパターンダイヤを導入し、長距離輸送におけるリュントー急行(lyntog)という概念を取り除き、その代わりに新しい「都市間輸送」の概念を導入した。
そこでリュントーとは別の独自設計の車両が開発されることとなり、"IC5"と呼ばれる電気、若しくはディーゼル機関車で牽引する5輌の試作車が建造された。
しかし、1985年、IC5は重量過大、柔軟性に欠ける等の複数の要因により作業の中止が決定された。
それに先立つ、1984年、IC5の実験結果を元に都市間輸送に供される車両の条件が定められた。その条件とは、軽量にする事(出来ればアルミ合金製)、客室の窓はIC5でも試作された固定式で空調を備える事、客車ではなく動力を持つ事、バスやトラックで使用される標準的なエンジンや変速機を用いる事、迅速且つ容易に他の編成と増結できる事であった。
最初のIC3の編成は1988年に到着したものの、当時としては先進的なコンピュータシステムにおける問題を筆頭にいくつかの問題を抱えていた。トイレの鍵が掛からない問題と言う一例もあった。1991年の運行を目前にした1990年末には大半の問題は解決された。

## 派生型
IC3は15年間、都市間輸送のみに運用されていただけでなく、IR4やIC2、エーレスンド列車（Oeresundtrain）といった派生系が作られた。
IC3型を含めたこれらの車両について、ABB Scandiaはフレックスライナー(Flexliner)の愛称を付けている。

### IR4
IR4（インターリジョナル4 InterRegional 4）はIC3の最初の派生型で、電車方式となっている。当初は地域輸送用として設計されたが、後に格上げされ、都市間輸送に用いられるようになった。
しばしば電化された路線でIC3編成と連結して運用される。IR4は(名前の由来である)4両で基本編成が構成される。

### IC2
IC2（インターシティー2 InterCity 2）は2番目の派生型である。1992年から1993年にデンマークの私鉄が動力分散式の車両を検討した際に検討された、IC3から中間車を取り除いて片方からエンジンを取り除いたものを原型とする。
編成は2基のエンジンを搭載する制御動力車と制御客車の2両で構成され、エンジンが無い側の車体は乗降口が低床化されており、乗降が楽に出来るようになっている。

### エーレスンド列車
エーレスンド列車 "Oeresundtrain"はデンマークとスウェーデンを結ぶオーレスン・リンクの地域輸送用に特化された電車方式の車両で、DSBとスウェーデン国鉄(SJ AB)で共同運行される。編成は 低床式の付随車を電動車で挟んだ3両編成であり、車体はスウェーデンで運行されるボンバルディアのReginaをベースとしたものに変更されており、連接式ではなく通常の台車・車体で構成されている。電源はデンマークの(25 kV, 50 Hz)とスウェーデンの(15kV, 16 2/3 Hz)に対応している。形式はデンマークでLitra ET、スウェーデンでX31Kと呼ばれ、ボンバルディアではコンテッサの製品名がつけられている。

### デンマーク以外
スウェーデン
スウェーデン国鉄（SJ AB）も、IC3の同型車をY2形気動車として採用し、「クストピーレン」の愛称で、南部のマルメ - ヘッスレホルム - カルマル - リンシェーピング間を中心に、デンマークへの乗入れ運用にも使用していた。車体色は、赤・グレー・ダークブルーの太い横ラインが入ったもので、IC3とは大きく異なる意匠としていた。これらは2007年以降、スウェーデン国鉄線の電化に伴い、デンマーク国鉄に売却された。
イスラエル
イスラエル鉄道では約50編成のIC3を運行している。一部の編成はIAI(イスラエル航空機産業)のRAMTA事業部で組み立てられた。
1997年にはアムトラックで試験が行われた。北米では｢フレキシライナー｣と呼ばれた。
2010年12月28日、イスラエル鉄道のネタニヤ－テルアビブ間を走行中のIC3使用列車が技術的問題により発火した。乗車中の兵士が固定窓を銃撃、窓を割ることにより乗客は避難したが、少なくとも121人が重軽傷を負った。イスラエル鉄道ではこの事故を受け、IC3型の使用を当面の間全面停止し、エルサレム-ディモナ間など一部の近郊路線の運行を、技術的問題が解決するまでの間運休している。
スペイン
スペインのレンフェでは、本形式をベースに、2両編成の594系気動車として投入されている。製造はスペインの車両メーカであるCAF社がライセンス生産を行った。主に地域圏の快速列車に運用される。一部の編成には車体傾斜機構あるいは軌間可変機構を備えている。

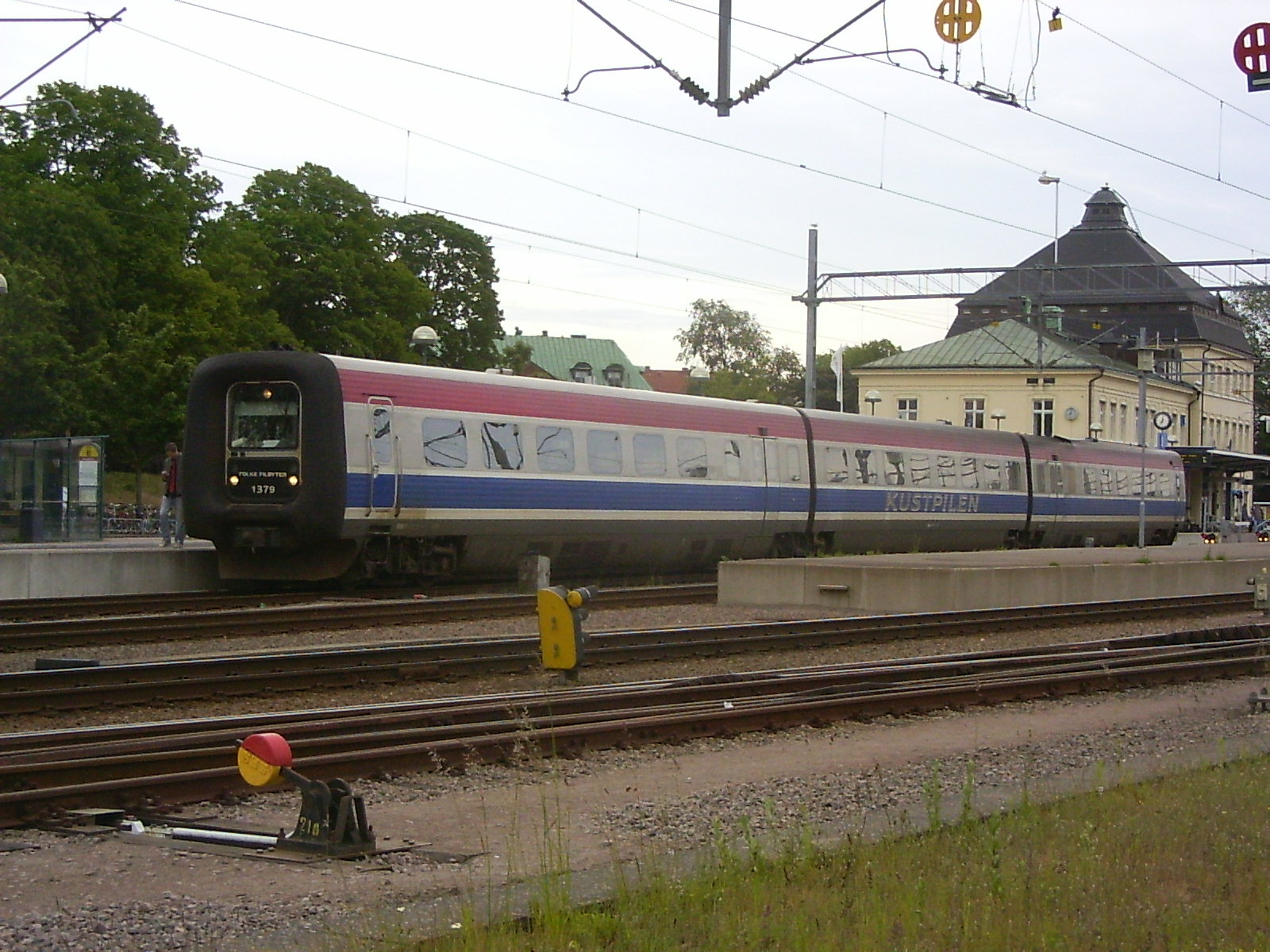
スウェーデン国鉄Y2形気動車「クストピーレン」
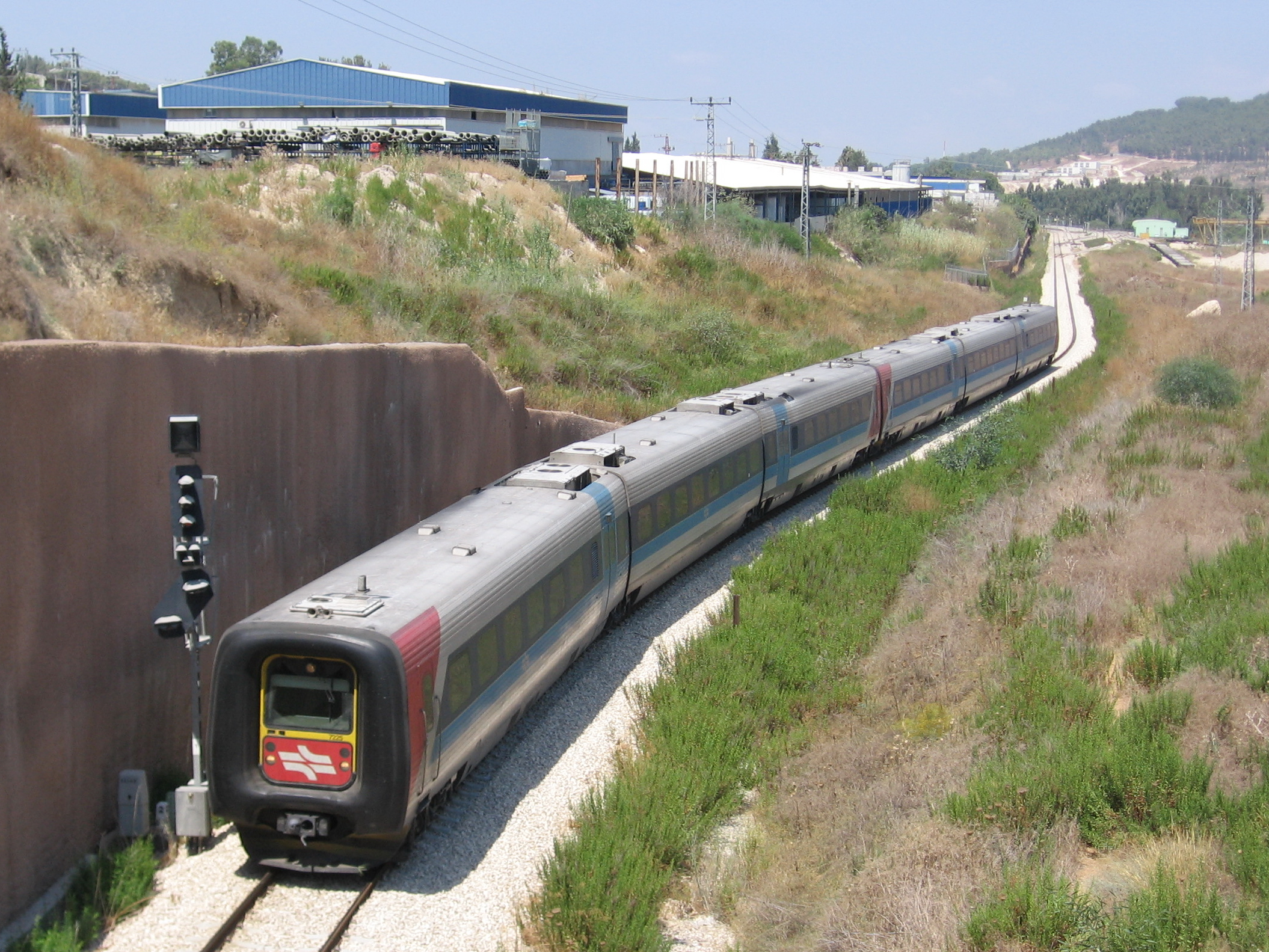
イスラエル鉄道におけるIC3気動車
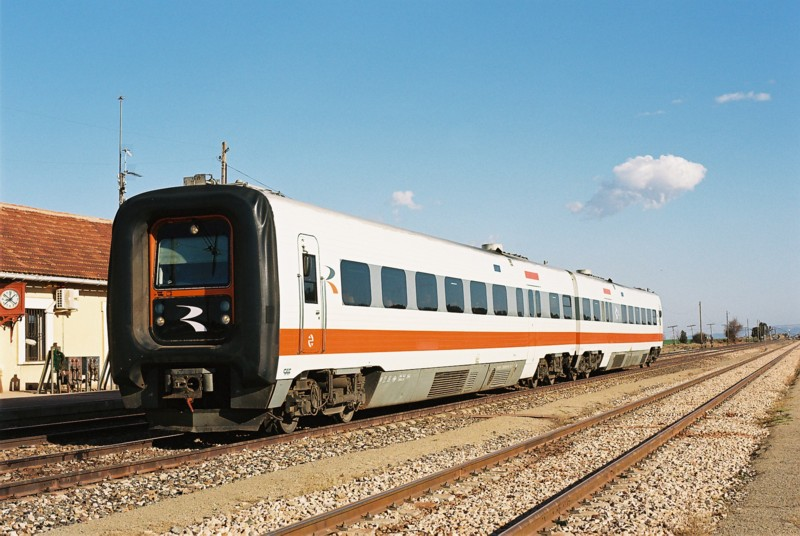
レンフェ594系気動車